# 高岸知代
高岸 知代（たかぎし ともよ、1984年7月16日 - ）は、富山県富山市出身の元女子プロテニス選手である。ダンロップスポーツ所属。コーチは笠原康樹。2009年11月全日本テニス選手権を最後に引退。WTA最高位シングルス396位、ダブルス307位。

## 来歴
シュテフィ・グラフの影響で6歳のときに磯部グリーンテニスクラブでテニスを始め、10歳のときに地元で開催されたインターハイでプレーする浅越しのぶに感動しプロを目指すようになり、小学校卒業とともに単身で神奈川県の荏原SSCに加入。年齢別の大会でタイトルを多数獲得。
高校は湘南工科大附属高校に進み、卒業後の2003年にプロ転向。
2005年の広島国際女子シングルス（ITF）でプロ初タイトル。
2006年GSユアサオープン（ITF)でツアー2勝目。
2007年には全日本室内選手権（JTT）で優勝を果たす。
2009年全日本テニス選手権（JTT）を最後に引退。
2010年にプロテニス選手の松井俊英と結婚している。